# Qiajivik Mountain
Qiajivik Mountain är ett berg i Kanada.   Det ligger i territoriet Nunavut, i den nordöstra delen av landet, 3 000 km norr om huvudstaden Ottawa. Toppen på Qiajivik Mountain är 1 963 meter över havet.
Terrängen runt Qiajivik Mountain är kuperad åt nordväst, men åt sydost är den bergig. Qiajivik Mountain är den högsta punkten i trakten. Trakten runt Qiajivik Mountain är nära nog obefolkad, med mindre än två invånare per kvadratkilometer.. Det finns inga samhällen i närheten.
Trakten runt Qiajivik Mountain är permanent täckt av is och snö.